# 細川町中里
細川町中里（ほそかわちょうなかざと）は、兵庫県三木市にある大字。旧・美嚢郡細川村大字中里。郵便番号は673-0702。

## 地理

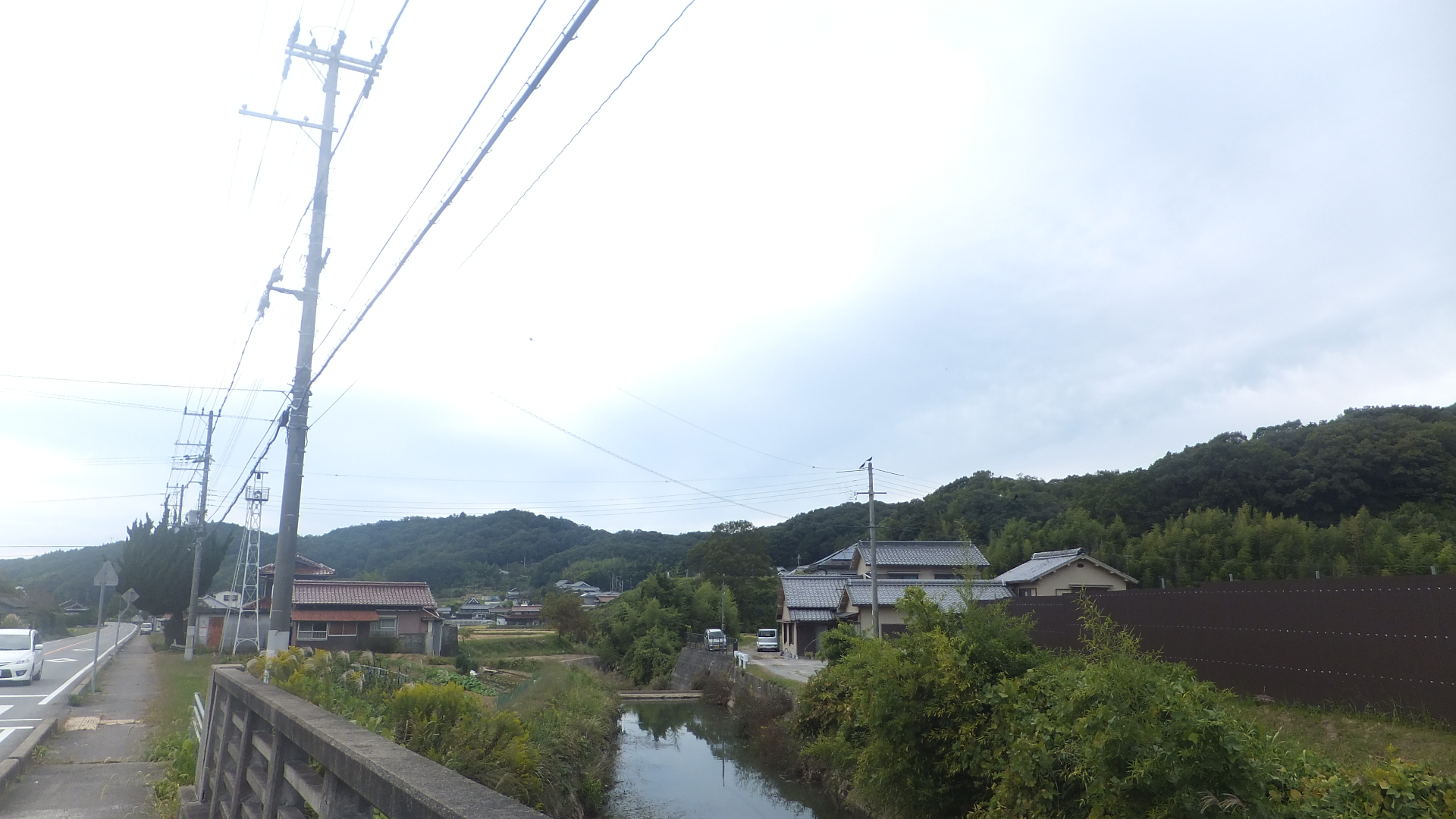
地内を流れる小川川

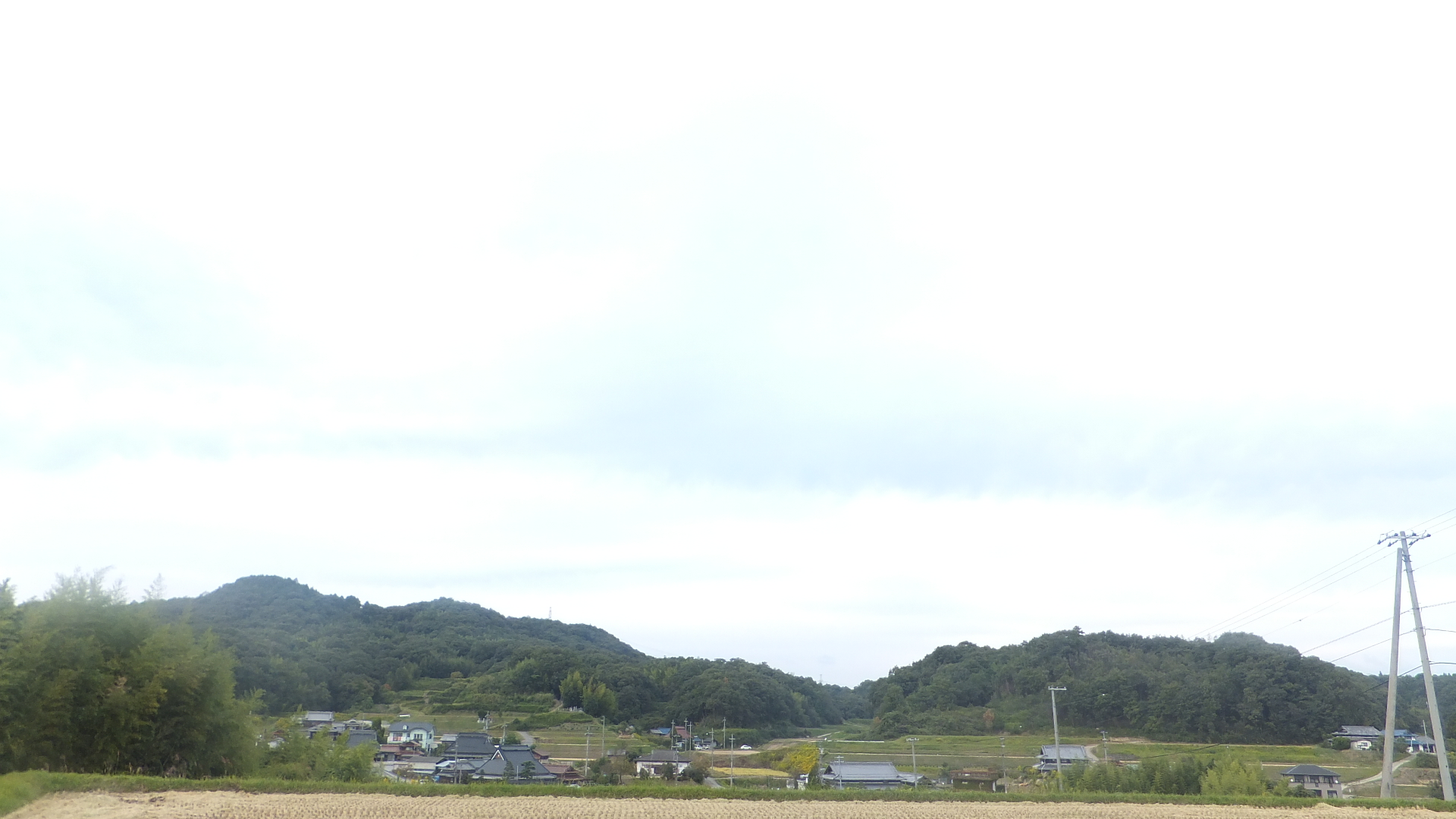
地内の丘陵地

細川地区の東側、小川川の上流域、石上山の麓に位置する。石上山の南側の麓に大小多数の池がある。元々は荻谷・下南・原坂の3村に分かれていたが、後に合併して、中里になった。古くは小川庄の中心地であった。現在は兵庫県道355号楠原三木線の沿道に住宅地と農地が混在している。南北に口吉川地区を結ぶ兵庫県道144号西脇口吉川神戸線が通過している。東側は細川町瑞穂、西側は細川町垂穂・口吉川町蓮花寺、南側は神戸市北区淡河町勝尾、北側は口吉川町保木・口吉川町南畑・口吉川町大島と接する。

## 旧町の由来
- 荻谷 - 荻の生え茂った谷であったことから名付けられた[5]。
- 原坂 - 野原の丘のような地であったことから名付けられた[5]。
- 下南 - この地を治める豪族の屋敷の下の南に当ることから名付けられた[5]。

## 歴史
- 1889年 - 町村制施行により、中里村から美嚢郡細川村大字中里となる。
- 1935年11月 - 細川村立下南尋常小学校（現：三木市立瑞穂小学校）が瑞穂に移転[7]。
- 1954年6月1日 - 三木市編入に伴い、三木市細川町中里になる[8]。

### 字域の変遷
| 実施前               | 実施年       | 実施後           |
| -------------------- | ------------ | ---------------- |
| 美嚢郡細川村大字中里 | 1954年6月1日 | 三木市細川町中里 |

## 世帯数と人口
2022年（令和4年）2月28日現在の世帯数と人口は以下の通りである。
| 町丁       | 世帯数  | 人口  |
| ---------- | ------- | ----- |
| 細川町中里 | 134世帯 | 304人 |

## 小・中学校の学区
市立小・中学校に通う場合、学区は以下の通りとなる。
| 番地 | 小学校             | 中学校             |
| ---- | ------------------ | ------------------ |
| 全域 | 三木市立豊地小学校 | 三木市立星陽中学校 |

なお、2007年3月31日以前は三木市立瑞穂小学校が校区であった。

## 施設

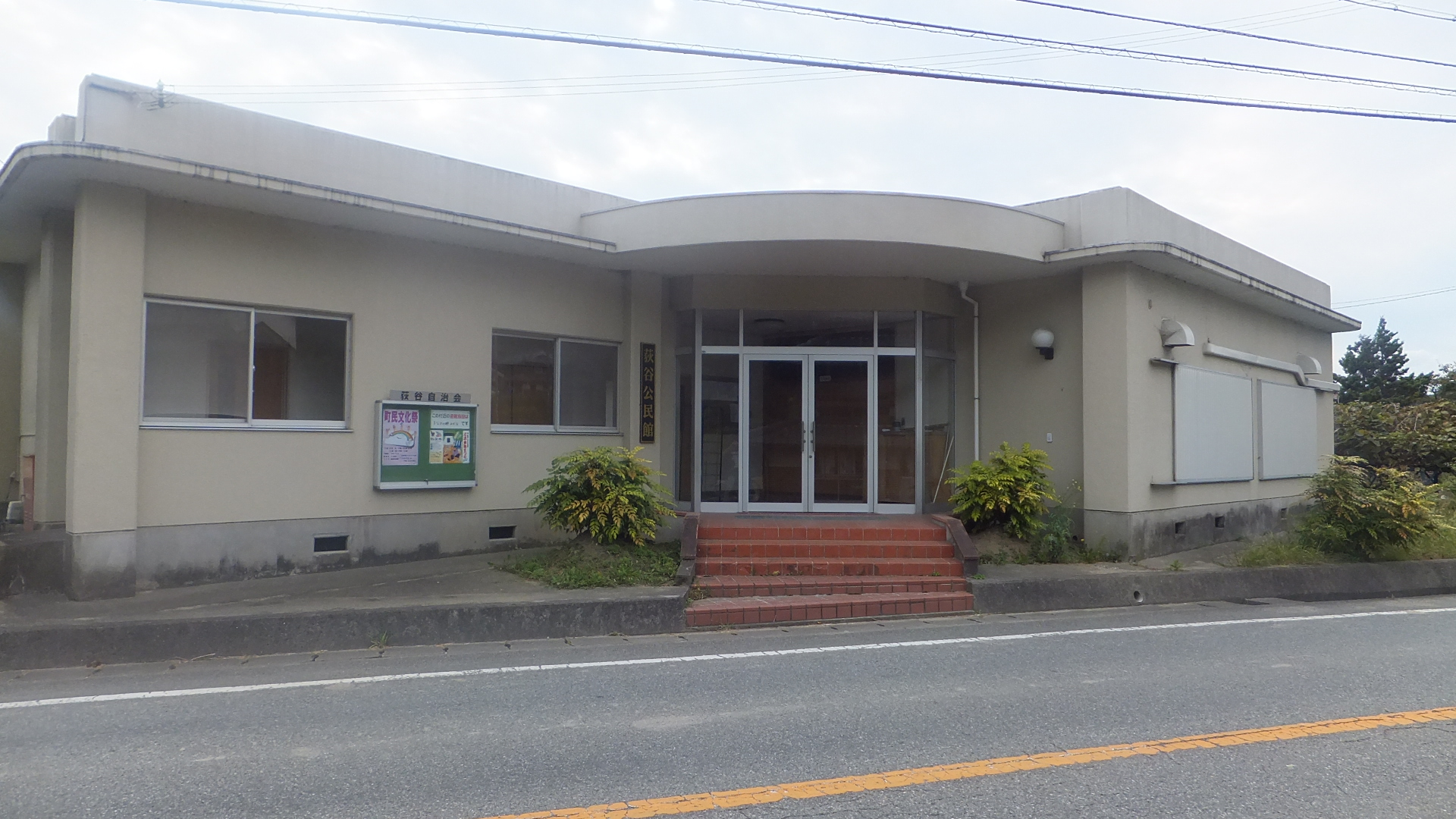
荻谷公民館

### 現存する施設
- 友松寺
- 六社神社 - 小野好古が再建した[5]。
- 下南公会堂
- 荻谷公民館
- JA兵庫みらい中里出張所[6]

### 過去に存在していた施設
- 中里簡易郵便局[6] - 1999年5月31日まで営業していた。

## 交通

### 鉄道
地内には鉄道は走っていない。

### バス
- 神姫バス
- みっきぃバス

### 道路

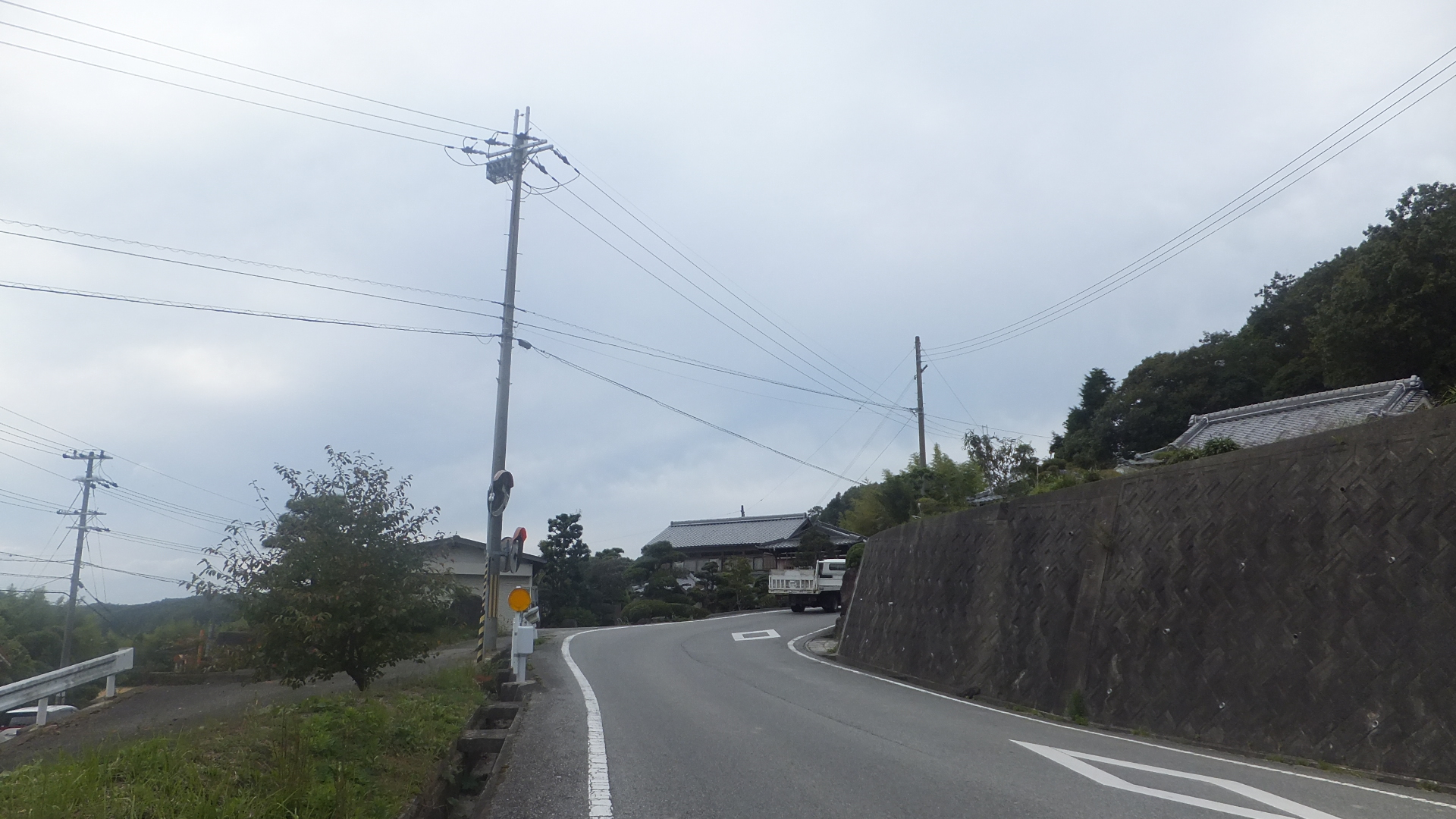
兵庫県道144号西脇口吉川神戸線
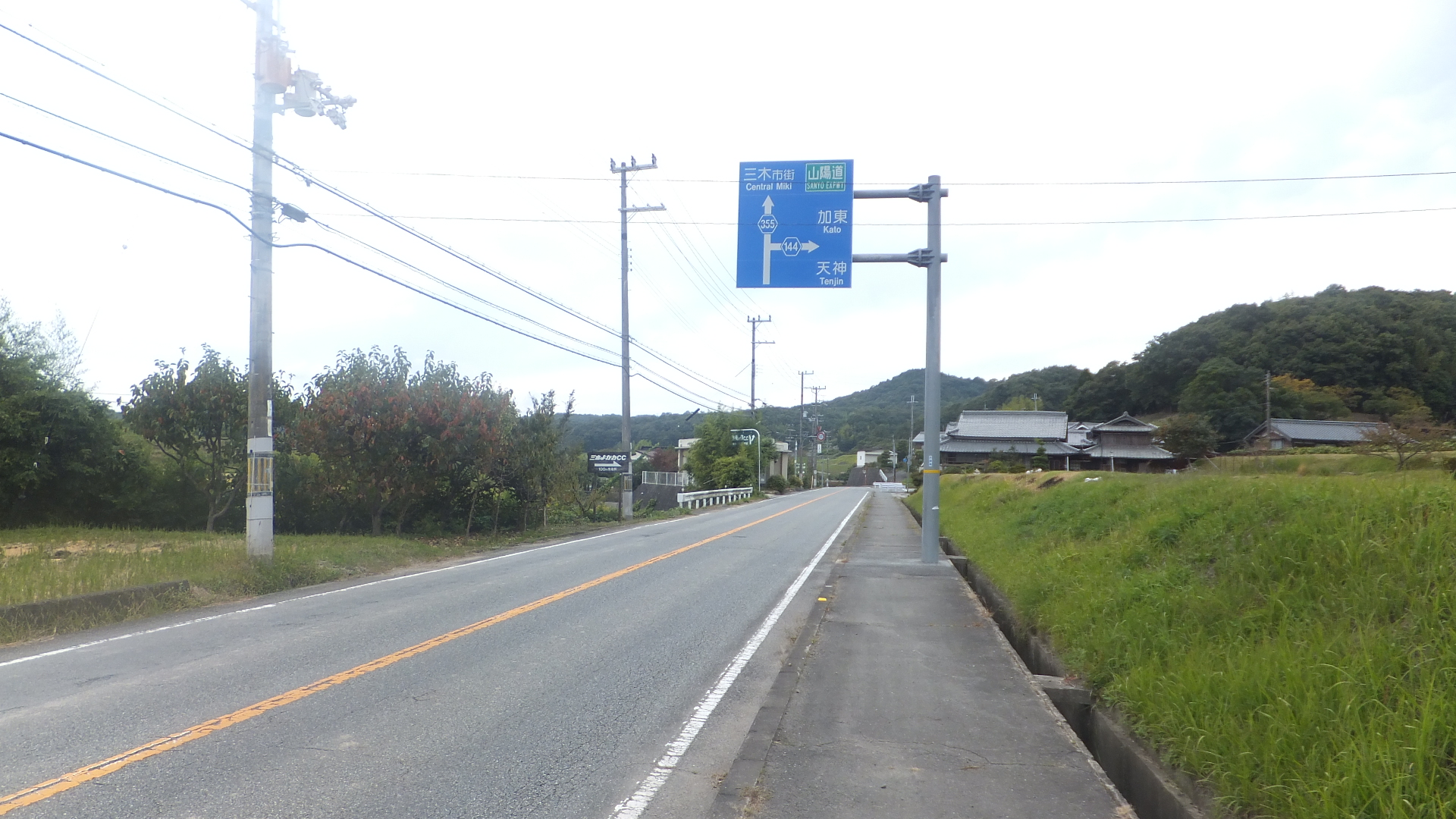
兵庫県道355号楠原三木線

- 兵庫県道144号西脇口吉川神戸線
- 兵庫県道355号楠原三木線